# NGC 7814
NGC 7814 je spiralna galaktika u zviježđu Pegazu. Poznata je i po nazivu "Mali sombrero", zato što podsjeća na galaksiju Messier 104, odnosno na neki način ova galaksija je minijaturna verzija Messier 104. 

## Vanjske poveznice
- (engl.) SEDS: NGC 7814
- (engl.) Hartmut Frommert: Revidirani Novi opći katalog
- (engl.) Izvangalaktička baza podataka NASA-e i IPAC-a
- (engl.) Astronomska baza podataka SIMBAD
- (engl.) VizieR
- DSS-ova slika NGC 7814  Arhivirana inačica izvorne stranice od 4. ožujka 2016. (Wayback Machine)
- (engl.) Auke Slotegraaf: NGC 7814 Deep Sky Observer's Companion
- (engl.) Courtney Seligman: Objekti Novog općeg kataloga: NGC 7800 - 7849